# Orá
Orá är en ort i Cypern.   Den ligger i distriktet Eparchía Lárnakas, i den centrala delen av landet, 40 km söder om huvudstaden Nicosia. Orá ligger 523 meter över havet och antalet invånare är 187. Den ligger på ön Cypern.
Terrängen runt Orá är lite bergig. Trakten runt Orá är glesbefolkad, med 9 invånare per kvadratkilometer. Närmaste större samhälle är Germasógeia, 18,7 km sydväst om Orá. Trakten runt Orá är i huvudsak ett öppet busklandskap.